# Вінь (В'єтнам)
Вінь (в'єт. Vinh) — місто на півночі центрального узбережжя В'єтнаму, столиця провінції Нгеан. Одне з семи міст першої категорії у В'єтнамі.

## Географія
Вінь знаходиться за 291 км від Ханоя і за 1428 км від Хошиміна. Південно-східна частина міста стоїть на річці Лам (в'єт. Lam).

### Клімат
Місто знаходиться у зоні, котра характеризується мусонним кліматом. Найтепліший місяць — червень із середньою температурою 30 °C (86 °F). Найхолодніший місяць — січень, із середньою температурою 17.8 °С (64 °F).
| Клімат Віня             | Клімат Віня | Клімат Віня | Клімат Віня | Клімат Віня | Клімат Віня | Клімат Віня | Клімат Віня | Клімат Віня | Клімат Віня | Клімат Віня | Клімат Віня | Клімат Віня | Клімат Віня |
| Показник                | Січ.        | Лют.        | Бер.        | Квіт.       | Трав.       | Черв.       | Лип.        | Серп.       | Вер.        | Жовт.       | Лист.       | Груд.       | Рік         |
| Абсолютний максимум, °C | 35          | 35          | 38          | 40          | 41          | 42          | 41          | 39          | 39          | 37          | 36          | 31          | 42          |
| Середній максимум, °C   | 21          | 21          | 23          | 28          | 32          | 34          | 34          | 33          | 30          | 28          | 25          | 22          | 27          |
| Середня температура, °C | 18          | 18          | 20          | 24          | 27          | 29          | 29          | 29          | 26          | 24          | 21          | 19          | 24          |
| Середній мінімум, °C    | 15          | 16          | 17          | 21          | 23          | 25          | 25          | 25          | 23          | 21          | 18          | 16          | 21          |
| Абсолютний мінімум, °C  | 3           | 7           | 10          | 11          | 15          | 20          | 22          | 18          | 17          | 15          | 8           | 8           | 3           |
| Норма опадів, мм        | 50          | 40          | 40          | 60          | 130         | 110         | 140         | 170         | 420         | 360         | 200         | 70          | 1850        |
| Днів з дощем            | 4           | 3           | 3           | 4           | 5           | 9           | 10          | 11          | 16          | 15          | 11          | 5           | 100         |
| Вологість повітря, %    | 86          | 91          | 91          | 89          | 84          | 77          | 75          | 82          | 87          | 88          | 89          | 86          | 85          |
| ----------------------- | ----------- | ----------- | ----------- | ----------- | ----------- | ----------- | ----------- | ----------- | ----------- | ----------- | ----------- | ----------- | ----------- |
| Джерело: Weatherbase    |             |             |             |             |             |             |             |             |             |             |             |             |             |

## Історія
Вінь змінив багато назв у минулому: Кеван, Кевін, Віньзянг, Віньдоанх і Віньтхі. У 1789 році місто стало іменуватися просто Вінь, можливо, це сталося під європейським впливом.
5 вересня 2008 року статус міста було підвищено з міста другої до міста першої категорії. Нині населення міста становить 435 208 осіб (оцінка 2009 року).

## Транспорт

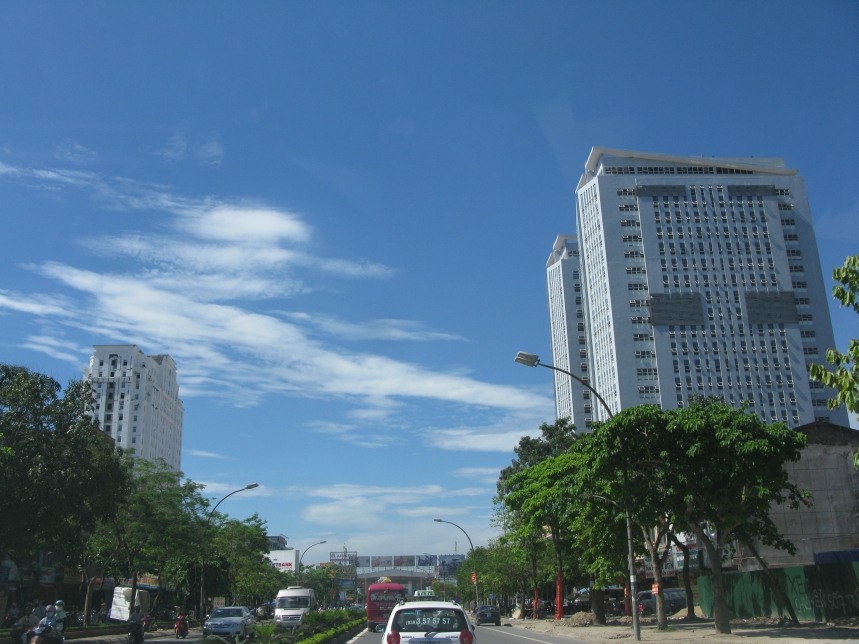
Вулиця у Віні.

Аеропорт внутрішніх ліній за десять кілометрів від міста з рейсами у Ханой, Дананг і Хошимін. Залізнична станція. Національне шосе № 1. Туристи, зазвичай, не зупиняються у цьому місті.